# Jakub Smoliński
Jakub Smoliński (ur. 21 lipca 1992) – polski lekkoatleta specjalizujący się w biegu na 400 metrów przez płotki.
Zawodnik RLTL ZTE Radom. Dwukrotny brązowy medalista mistrzostw Polski w biegu na 400 metrów przez płotki (2013 i 2014). Brązowy medalista halowych mistrzostw Polski w biegu na 400 metrów (2016). Uczestnik mistrzostw Europy w Amsterdamie (2016).
Rekordy życiowe: 400 metrów - 47,24 (2016), 400 metrów przez płotki - 50,11 (2016)